# Despistaos
I Despistaos sono un gruppo musicale rock spagnolo originario di Guadalajara, fondato nel 2002.

## Storia del gruppo

### Formazione della band
Il gruppo si formò nel 2002, quando Dani Marco (Voce) che suonava nell'orchestra Zero incontrò Isma (Basso). Lui e il futuro chitarrista del gruppo, More hanno organizzato un festival rock e un'orchestra nella città di Iniéstola, nella quale suonava Dani. I tre si conobbero meglio e scoprirono di avere gusti e interessi comuni e, in seguito, nell'estate del 2002, si consolidò l'idea di creare un gruppo e cominciarono a lavorare sulle prime canzoni. Non avendo la batteria, hanno usato un computer e, non sapendo davvero come spostarlo, hanno deciso di caricarlo sulla rete. In seguito, hanno creato il proprio sito Web, e, videro che, Michel Molinera, membro del gruppo Canallas, aveva creato una piccola etichetta discografica e stava cercando gruppi per lui. Andarono a un concerto del suo gruppo e glielo diedero a mano.

### L'album del debutto "Despistaos"
Nel 2003, debuttarono con l'album omonimo autoprodotto, "Despistaos" (El Coyote) nel quale il gruppo opta per un rock più urbano prendendo come riferimento due band che hanno adorato, Extremoduro, Platero y tu e nel quale vi sono numerose collaborazioni, tra cui quella di Iker Piedrafita (Dikers). I problemi sono iniziati quando un mese dopo l'uscita dell'album l'etichetta scompare e loro stessi hanno dovuto occuparsi della promozione. Tuttavia, grazie al passaparola e al supporto di alcuni siti Web musicali e riviste specializzate, a poco a poco stavano dando sempre più concerti e aprirono i concerti d Medina Azahara, Celtas Cortos, M-Clan o Sôber.

### Cambiamenti nella formazione e secondo album "¿Y a ti que te importa?"
Il 2004 inizia con diverse novità riguardanti la formazione del gruppo; in primo luogo incorporando un nuovo chitarrista nella figura di Krespo e in secondo luogo passando al batterista Anono. Per la registrazione del secondo album, "¿Y a ti que te importa?" (El Diablo), che contiene meno influenze del Rock Urbano ma è più pop/rock convenzionale, hanno viaggiato a Madrid, negli studi ASK, cui hanno collaborato Miguel de Lucas, un membro del gruppo Dr. Sapo, che ha messo i cori su un tema, e la cantante Marea, Kutxi Romero, che canta in "El malo del cuento”.

### "Lejos"
Nel 2006 avvengono diversi cambiamenti. Il gruppo, non soddisfatto del risultato, decide di fare a meno del produttore Alejo Stivel e si fanno affiancare da Iñaki "Uoho" Antón, chitarrista degli Extremoduro, Platero e Tú e Unconscious. Inoltre, durante le sessioni di registrazione il batterista, El Canario, lascia la band e viene sostituito da Iñigo Iribarne. Al di là di questo, il gruppo riesce finalmente ad ottenere un contratto con una major, la Warner, e produrre il terzo album "Lejos" (Warner) in cui Albertucho partecipa a "Como briciole di pane" e Fito Cabrales, cantante di Platero y Tú e Fito e Fitipaldis, in "Es importante". Il risultato è piuttosto irregolare e di conseguenza soffre sia del numero di copie vendute sia di concerti fatti.

### "Vivir al revés"
Il gruppo cerca di compensare rapidamente il cattivo gusto e nel 2007 tornano in studio di registrazione per dare vita a un nuovo album, "Vivir al revés" (Warner). Questa volta il produttore scelto dall'etichetta è Jesús Gómez, produttore, tra gli altri, di Álex Ubago, Luz Casal e La Frontera. Inizialmente, l'album, registrato interamente negli studi Doblewtronics di Madrid, doveva essere pubblicato prima dell'estate di quell'anno, ma alla fine ci vollero altri quattro mesi per vedere la luce. All'album collaborano artisti come Kutxi Romero, cantante dei Marea, e Rulo, cantante dei La Fuga, che partecipano alla canzone "Cada dos minutos" e Huecco che canta in "Tus fines de semana".

### Successo nazionale e raccolta "Lo que hemos vivido"
Nel 2008, Warner offre loro la possibilità di registrare l'accordatura di una serie televisiva, Fisica o chimica. Da questo momento inizia il vero successo del gruppo in Spagna e vengono conosciuti anche all'estero. Per sfruttare l'attrazione della serie, l'etichetta lancia la raccolta "Lo que hemos vivido" (Warner), un doppio CD in cui raccolgono le migliori canzoni del gruppo e diverse versioni di vecchie canzoni con nuove collaborazioni. Tra le collaborazioni possiamo trovare Dani Martín, cantante di El Canto Del Loco, Iker Piedrafita, cantante di Dikers, Brígido Duque, voce e chitarra del gruppo Koma, e Georgina.

### "Cuando empieza lo mejor"
Per la registrazione del loro quinto album "Cuando empieza lo mejor" (Warner), viaggiano negli studi di Montepríncipe de Boadilla del Monte per andare sotto Bori Alarcón. Bori agirà come produttore, lavoro che aveva già svolto con artisti quali Dani Martín, M-Clan e Pereza. Per la copertina hanno un disegno di Kukuxumusu, una società di Pamploma dedicata principalmente alla progettazione di magliette. Anche in questo album non mancano delle collaborazioni. In "Cuando te despiertas", partecipa Pablo Mora, voce e chitarra dei Yellow Lizard e in "Y mirame" partecipa il cantante dei Maldita Nerea, Jorge Ruiz. Vi è inoltre un'intera riaffermazione nel suono fuorviante rispetto all'album precedente. In seguito, si verifica un altro cambiamento nella formazione del gruppo. Il batterista Iñigo Iribarne lascia il gruppo e viene sostituito da Lázaro.

### Album live "Los días contados" e successo internazionale
A metà del 2011 il gruppo ha abbastanza canzoni per registrare un nuovo album, ma Warner propone di realizzare un album live acustico. Il gruppo accetta e, a luglio, entra negli studi Montepríncipe, sotto la guida di Bori Alarcón, per preparare i temi e i possibili cambiamenti, in modo che le vecchie canzoni vengano riarrangiate. Dopo due mesi di prove con un gruppo di dodici persone, che includeva sezioni di fiati e di corde, il gruppo è pronto per la registrazione e, il 7 febbraio 2012, "Los días contados" (Warner), che comprende un CD e un DVD con i migliori brani e due nuove tracce: l'omonimo "Los días contados " e "#todosparauna", una canzone creata attraverso la twitcam. María Villalón e Dani Martín (El Canto del Loco) collaborano all'album. Il resto dell'anno saranno in tournée di presentazione fino a quando non raggiungeranno una data speciale, il loro decimo anniversario, che decidono di celebrarlo organizzando nella loro nativa Guadalajara un festival di tre giorni attraverso il quale passeranno vari gruppi come Juako Malavirgen, Georgina e Miguel Costas.

### "Las cosas en su sitio" e pausa indefinita
Sempre nel 2013, durante il tour nazionale, la band pubblicherà cinque canzoni in formato digitale che saranno poi contenute nel loro settimo album, "Las cosas en su sitio" (Warner), in uscita nel mese di Ottobre. All'inizio del 2014 annunciano una pausa dalle attività di gruppo. Il gruppo spiega che la ragione non è altro e niente di meno che l'usura prodotta negli ultimi anni. Più di 500 concerti e 8 album in studio meritavano un adeguato riposo. Durante questo periodo, alcuni membri del gruppo decidono di intraprendere nuovi progetti in solitaria. Dani Marco pubblica il suo primo album solista "Tu", José Krespo forma la band A Por Ella e Ray e Isma fondano la Corleone Orchestra.

### Ritorno
Nel 2016 la band torna finalmente sul palco e prepara un tour con alcune novità. La più importante è che More e Isma lasciano la band e Pablo Alonso (bassista dei Pignoise) sostituisce Isma al basso.

## Formazione
Membri attuali
- Daniel Marco Varela – voce e chitarra
- José Krespo – chitarra solista
- Lázaro Fernández – batteria
- Pablo Alonso Álvarez – basso

Ex componenti
- Isma
- More
- Anono
- El Canario
- Íñigo Iribarne